# Lino Šepić
Lino Šepić (Marušići, 1931.), hrvatski glazbenik. Skladatelj, glazbeni pedagog, dirigent, spisatelj, osnivač limenih glazbi i voditelj mnogih zborova i klapa.

## Životopis
Završio Učiteljsku školu u Puli i nižu glazbenu školu. Unatoč tome, on je skladatelj, glazbeni pedagog, dirigent, osnivač limenih glazbi i voditelj mnogih zborova i klapa.
Svira klarinet, u orkestru saksofon, a iza njega je preko 55 godina rada u KUD-u Bratstvo iz Marušića. U svojoj karijeri vodio je 12 zborova, u Puli, Bujama, Kostanjici, Marušićima, Momjanu i Brdu, a osnovao je i bio voditeljem nekoliko limenih glazbi, s kojima je čak 15 puta bio na manifestaciji Naš kanat je lip. Iza njega stoji i spisateljski rad, komu se posvetio nakon odlaska u mirovinu 1993. godine. Tako je izdao malu monografiju Marušići, u povodu četrdesete obljetnice tamošnjeg KUD-a, monografiju Kaštel te knjigu Tu i tamo po Bujštini. U zadnje navedenoj je autor prikazao i usporedio život u ovom dijelu Istre nekad i sad.